# Lash Wa Juwayn (huyện)
Lash wa Juwayn là một huyện thuộc tỉnh Farah, Afghanistan. Dân số thời điểm năm 1999 là 26,436 người.